# Pico da Neblina
O Pico da Neblina, localizado no norte do estado do Amazonas, na serra do Imeri, é o ponto mais alto do Brasil com 2 995,30 metros de altitude, segundo dados do Instituto Brasileiro de Geografia e Estatística (IBGE) de 2015.
O nome do pico origina-se do fato de que o topo da montanha fica encoberto pela neblina a maior parte do tempo. Por sua vez, o pico dá nome ao Parque Nacional do Pico da Neblina, onde está situado. Localiza-se no município de Santa Isabel do Rio Negro, mas a zona urbana mais próxima é a de São Gabriel da Cachoeira. Embora o maciço do pico da Neblina esteja situado na fronteira com a Venezuela e a maior parte da área do maciço esteja nesse país, o cume principal está inteiramente dentro do território brasileiro, a meros 687 metros da fronteira venezuelana no pico 31 de Março, conforme determinado por uma comissão demarcadora de fronteiras em 1962.
Além de ser o ponto mais alto do Brasil, o pico da Neblina é o ponto mais alto do Escudo das Guianas e também o ponto mais alto da América do Sul a leste dos Andes (embora a Sierra Nevada de Santa Marta, na Colômbia, a noroeste da cordilheira e totalmente separada desta, tenha o ponto mais alto do continente fora dos Andes). Portanto, o pico da Neblina é o ponto mais alto de grande parte do continente e tem uma grande proeminência topográfica. O vizinho pico 31 de Março, por onde passa a fronteira com a Venezuela e que é dividido com esta, é ainda o ponto mais alto daquele país fora dos Andes, a 2 974,18 metros.

## História
O pico da Neblina teria sido descoberto na década de 1950 pelo então comandante Mário Jucá, da Panair do Brasil, ao sobrevoar o pico num raro momento em que ele não estava encoberto pela neblina. Na época não existiam instrumentos de precisão como o GPS, porém o comandante teria chegado a essa conclusão baseado apenas no altímetro de sua aeronave. Como então não se conhecia ainda sua altitude exata, nem se tinha certeza se o pico se encontrava em território brasileiro ou venezuelano, continuou-se acreditando ainda por alguns anos que o ponto mais alto do Brasil era o Pico da Bandeira (2 891 metros), na divisa dos estados do Espírito Santo e de Minas Gerais. Só em 1962 a fronteira foi demarcada e se confirmou que o Pico da Neblina estava no Brasil, e só em 1965 sua altitude foi medida e se descobriu então que era o ponto mais alto do país.
Porém, se para os brasileiros o pico era desconhecido, os venezuelanos já conheciam aquele maciço como cerro Jimé, tendo visitada a mesma em 1954 numa expedição liderada pelo curador do Jardim Botânico de Nova Iorque, o Dr. Basset Maguire, onde mais tarde se juntou o eminente ornitologista venezuelano (filho de americanos) William H. Phelps, Jr. Apesar de não terem chegado ao pico da Neblina, a Venezuela homenageou o sr. Phelps batizando um pico da montanha de cerro Phelps, aparecendo nos mapas como sendo o pico 31 de Março ou o pico da Neblina. Porém, de acordo com o mapa do próprio Dr. Basset Maguire, o cerro Phelps consta como sendo o pico da Neblina. Em 30 de março de 1965, a primeira ascensão e aferição oficial da altitude do pico da Neblina foi realizada pela expedição da PCDL (Primeira Comissão Demarcadora de Limites/ Comissão Mista Brasileiro/Venezuelana Demarcadora de Limites) comandada pelo General Ernesto Bandeira Coelho, da qual participou o topógrafo José Ambrósio de Miranda Pombo que, através de um teodolito + barômetro, chegou à marca de 3 014 m de altitude. Estava presente também o pesquisador Roldão Pires Brandão. O Neblina passou então a ser o ponto culminante do país (na época, esta posição era do pico da Bandeira, com 2 891 m) e a altitude do pico vizinho, o pico 31 de Março em 2 992 m. Porém, em 2004 o cartógrafo Marco Aurélio de Almeida Lima, membro da expedição do Projeto Pontos Culminantes do IBGE e do Instituto Militar de Engenharia (IME), tirou as novas medidas após 36 horas de medição usando um aparelho de GPS profissional de altíssima precisão. A nova medição determinou que o pico era aproximadamente 20 metros mais baixo do que se pensava, tornando o Brasil um país sem nenhum ponto em seu território acima de 3 000 metros de altitude.
No final de 2015, com base num novo mapeamento mais preciso do território brasileiro quanto ao geoide (superfície imaginária de referência para altitudes, com base no campo gravitacional da Terra), os dados obtidos anteriormente por GPS foram recalculados (não houve nova expedição ao pico na ocasião) e o IBGE alterou novamente a altitude oficial do pico da Neblina para 2 995,30 metros, uma diferença a mais de 1,52 metro.

## Clima e vegetação

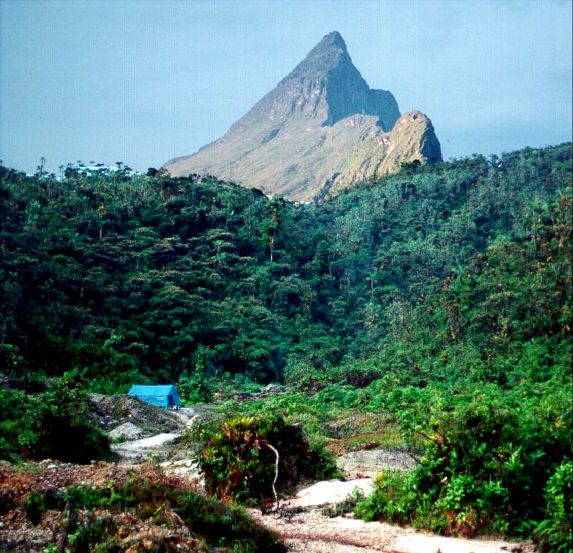
Pico da Neblina em 1998 visto à distância, sem as nuvens habituais. O pico secundário redondo e sombreado a azul logo atrás é o pico 31 de Março.

Plantas de grande porte e vegetação mais fechada (floresta equatorial) só são comuns até os 1 000 m de altitude; dos 1 000 m até os 1 700 m, há árvores de médio e pequeno porte, onde a vegetação é mais aberta, e a partir dos 1 800 m só há vegetação rasteira (vegetação de altitude). Há várias espécies endêmicas da região.
Sua localização próxima à Floresta Amazônica faz com que até os 1 000 m chova muito, o que favorece o crescimento de uma vegetação de maior porte. A partir dos 1 000 m as nuvens de chuva não conseguem atingir a altitude, então chove menos que nas áreas mais baixas. A chuva nas áreas baixas deixa o clima muito úmido. A uma altitude de aproximadamente 700 m, as nuvens predominam e deixam o dia quase sempre com neblina. É onde o clima da montanha tem sua maior umidade. Nas áreas superiores a 750 m, o clima ainda é úmido, mas sem muita intensidade. Já a partir dos 2 500 m, o clima já é mais seco.
Embora esteja na área central da floresta amazônica, sua temperatura costuma ser baixa para a latitude onde se situa. No topo da montanha a temperatura chega a 20°C durante o dia e cai para valores inferiores a 6°C durante algumas noites.

## Acesso
Por localizar-se num parque nacional, em região de fronteira e em terras da reserva ianomâmi, o acesso ao pico da Neblina é restrito e depende de autorização do Instituto Chico Mendes de Conservação da Biodiversidade (ICMBio). É obrigatório contratar um guia credenciado. Todas as expedições começam na cidade de São Gabriel da Cachoeira. A partir da cidade, é necessário subir o rio Cauaburi em voadeiras (velozes canoas de alumínio com motor de popa), até a boca do igarapé Tucano, início da caminhada, próximo à aldeia ianomâmi e missão católica de Maturacá. Depois de quatro dias de caminhada, andando uma média de 4 a 5 horas por dia, chega-se ao ponto mais alto do relevo brasileiro.